# 向井浩二
向井 浩二（むかい こうじ、1980年9月8日 - ）は、日本の歌謡歌手である。愛媛県松山市出身。所属レコード会社は徳間ジャパンコミュニケーションズ。

## 略歴
- 4歳のときからピアノを習い始め、小学・中学時代に参加していた合唱団にて音楽の基礎と感性を習得。愛媛県立松山西高等学校に在学中はラグビー部に所属するも高校3年の時に音楽大学に行くことを決め、ラグビーの傍ら音楽の勉強を再開。その後、武蔵野音楽大学声楽科に進学し声楽の勉強と同時に楽曲制作やライブ活動を行う。[1][2][3]
- 以前に平尾昌晃ミュージックスクール新所沢校の校長に就任していたことがあり、同時にヴォイストレーナーとして新人アーティストを指導していた経歴を持つ。
- 現在は「ZOIK Music Design」の代表と「Collection Of Star Music School」の校長を務める。
- ヴォイストレーナーとして現役プロ歌手の指導[4][5][6][7][8][9][10][11]や、「KOZI Mukai」の名称で自身のライブ活動[12][13]、歌手「西田あい」「工藤あやの」「藤井香愛」らのバックバンドとしての演奏活動[14][15][16][17][18][19]、他のアーティストへの楽曲提供、シンガーソングライターとしてのアルバム制作など音楽活動をこ行う。
- バドミントン世界選手権オフィシャルソングの楽曲提供や、2014年7月26日から運行開始したJR四国の豪華観光列車『伊予灘ものがたり』の音楽全般を作曲。[20]
- 2020年12月よりYoutubeチャンネル「KOZI Mukai」を開設。「Bar COS 池袋4丁目」というテーマで毎週金曜日にトークと生演奏による歌唱を含む生配信を行っている。[21]
- 2022年8月5日、自身のYoutubeチャンネルにて、同年10月5日、徳間ジャパンコミュニケーションズよりCDシングル『冬の月』にてメジャーデビューすることが公表された。[22][23]

## ディスコグラフィー

### シングル
| # | 発売日        | 曲順 | タイトル         | 作詞       | 作曲       | 編曲     | 最高順位 | 規格品番   |
| - | ------------- | ---- | ---------------- | ---------- | ---------- | -------- | -------- | ---------- |
| 1 | 2022年10月5日 | 01   | 冬の月           | 遥 文      | 遥 文      | 若草恵   | 19位     | TKCA-91453 |
| 1 | 2022年10月5日 | 02   | I am your singer | 結木瞳     | 向井浩二   | 矢田部正 | 19位     | TKCA-91453 |
| 1 | 2022年10月5日 | 03   | セカンド・ラブ   | 来生えつこ | 来生たかお | 向井浩二 | 19位     | TKCA-91453 |

### アルバム
|                      | 発売日       | タイトル | 規格品番 | 最高位 |
| メジャーデビュー以前 |              |          |          |        |
| 1st                  | 2009年       | 音魂     |          |        |
| 2nd                  | 2015年9月5日 | play     |          |        |

## 楽曲提供作品[24]
a …アルバム曲 / s …シングル曲 / c …カップリング曲
| 発売日        | * | 歌手                | 曲名                         | 作詞       | 作曲     | 編曲       | 主な収録アルバム                     |
| 2019年1月30日 | s | 工藤あやの          | 恋微熱JIN JIN JIN            | 渡辺なつみ | 向井浩二 | 若草 恵    | 恋微熱JIN JIN JIN                    |
| 2019年1月30日 | c | 工藤あやの          | わたしは今日も元気です       | 結木 瞳    | 向井浩二 | 矢田部正   | 恋微熱JIN JIN JIN                    |
| 2019年11月6日 | c | 工藤あやの          | エゴイスト                   | 渡辺なつみ | 向井浩二 | 馬飼野俊一 | 大阪花吹雪                           |
| 2021年3月17日 | c | 丘みどり/三田村邦彦 | あなたと、君と               | 向井浩二   | 向井浩二 | 矢野立美   | 明日へのメロディー                   |
| 2021年4月7日  | c | 黒木ナルト          | ひまわり                     | 結木瞳     | 向井浩二 | 矢田部正   | 太陽のスマイル〜ナルトの蝶々サンバ〜 |
| 2021年7月21日 | c | 田辺大蔵            | ありがとう～明日への架け橋～ | 向井浩二   | 向井浩二 | 矢田部正   | いにしえの人                         |
| 2022年1月26日 | c | 工藤あやの          | 手紙                         | 向井浩二   | 向井浩二 | 矢田部正   | 白糸恋情話                           |
| 2022年1月26日 | c | 丘みどり            | Rebirth                      | 森坂とも   | 向井浩二 | 京田誠一   | 雪陽炎                               |
| 2022年7月6日  | s | 岩波理恵            | 愛が眠るまで                 | 渡辺なつみ | 向井浩二 | 猪股義周   | 愛が眠るまで                         |

## 年表

### 2022年
- 10月28日、東京・港区の南青山MANDALAにて、メジャー・デビューシングル「冬の月」の発売を記念してピアノ・ライブを開催。デビュー曲を含め全13曲を約100名の観客を前に披露した。[25][26]
- 11月07日付オリコン週間 演歌・歌謡シングルランキングにて19位となる。[27]

## 出演

### テレビ

#### NHK
- 『新・BS日本のうた』（2023年10月15日、NHK BSプレミアム）

#### 民放各局
- 『うたって♪ハマって♪』（2022年12月5日、ＢＳトゥエルビ）
- 『あさうたワイド』（2022年12月22日、ＢＳ日テレ）
- 『洋子の演歌一直線』（2023年1月8日、テレビ東京）
- 『人生、歌がある』（2023年3月4日、BS朝日）

### ラジオ

#### ゲスト出演
- 『加藤祐介の横浜ポップJ』（2022年9月29日、ラジオ日本）
- 『金沢朋子の歌謡ナビゲーション』（2023年1月22日、和歌山放送、他）
- 『MUSIX』（2023年2月20日、TBSラジオ）
- 『TIPS!』（2023年2月27日、南海放送ラジオ）
- 『Groovy Radio Caravan』（2023年2月27日、FM愛媛）
- 『水谷ひろしのOSAKA歌謡ウェ～ブ』（2023年3月5日、ラジオ大阪）

### SNS系動画配信

#### レギュラー出演
- 「Bar COS 池袋4丁目」（2020年12月22日 - 、Youtubeチャンネル）[21]

## その他
- インタビュー記事（2022年11月7日、WEBマガジン「カラフル」）[28]
- インタビュー記事（2023年2月20日、愛媛新聞）